# Crook and Ladder
«Crook and Ladder» (с англ. — «Крюк и лестница») — девятнадцатая серия восемнадцатого сезона мультсериала «Симпсоны». Впервые вышла 6 мая 2007 года в США на телеканале «FOX».

## Сюжет
Мардж, следуя совету журнала для родителей, забирает пустышку Мэгги, из-за чего малышка начинает разрушать дом Симпсонов. Мардж меняет своё мнение, однако заканчиваются запасные пустышки. Она отправляет Гомера купить новую соску, но он не может найти подходящую марку, заставляя Мэгги плакать. К счастью, Маленький Помощник Санты даёт Мэгги свою скрипучую игрушку, которая успокаивает её. Однако из-за постоянного скрипа Гомер не может спать. Он принимает снотворное и неосознанно гуляет по городу.
Воспользовавшись этой ситуацией, однажды ночью Барт и Милхаус заставляют Гомера подчиняться им. Когда Гомер за рулём внезапно просыпается, он врезается в здание пожарной охраны, ранив всех пожарных. Пока они выздоравливают в больнице, Гомер, Апу, Мо и директор Скиннер становятся добровольными пожарными. Новая команда довольно эффективна. После первых нескольких пожаров, несмотря на то, что изначально отказывались, они вознаграждаются за свои усилия.
Вскоре, когда они спасают дом мистера Бёрнса и не получают вознаграждения, они чувствуют себя обманутыми и крадут некоторые из его бесценных сокровищ, утверждая, что они были «повреждены пожаром». С тех пор они крадут вещи из мест, которые они спасают, и никто не сомневается в их лжи.
Однако Мардж и дети скоро ловят Гомера в действии, и Мардж заставляет детей делать грустные лица вокруг него, куда бы он ни шёл. Раздраженный этим жестом, он решает остановиться и, после спасения жизней Мо и Апу, убедить остальных тоже одуматься. В конце концов, они отдают свою добычу бездомным.

## Отношение критиков и публики
Во время премьеры на канале Fox серию просмотрели 7.72 млн человек.
Роберт Каннинг из IGN назвал серию «чудесной», похвалил её «отличный темп, весёлые взаимодействия с персонажами и моменты смеха». Он отметил, что «это был забавный, хорошо продуманный эпизод, в котором было много отличных шуток… Прошло некоторое время с тех пор, как одна серия могла предложить такой список запоминающихся моментов. „Crook and Ladder“ может быть просто одним из тех эпизодов „Симпсонов“, которые никогда не стареют».
На сайте The NoHomers Club согласно голосованию большинство фанатов оценили серию на 4/5 со средней оценкой 3.53/5.